# 미스터 웨스트의 신나는 모험
미스터 웨스트의 신나는 모험(러시아어: Необычайные приключения мистера Веста в стране Большевиков, 영어: The Extraordinary Adventures Of Mr. West In The Land Of The Bolsheviks)은 소련에서 제작된 레프 쿨레쇼프 감독의 1924년 영화이다.

## 출연
- 보리스 바르네트
- 프세볼로트 푸돕킨

## 제작진
- 미술: Vsevolod Pudovkin